# 日鮮同祖論
日鮮同祖論（にっせんどうそろん）は、「日本人と朝鮮人の祖先は同じである」とする論。日朝同祖論（にっちょうどうそろん）、日韓同祖論（にっかんどうそろん）ともいう。

## 概要
「日鮮(日朝)両民族はその祖先を同じくし、兄弟あるいは本家と分家に擬せられる間柄であり、本来一体となるべきである」という主張。「日本の韓国併合、朝鮮統治は歴史的に合法なものである」と説明するために喧伝された。

## 沿革

### 近代以前
日鮮同祖論の枠組みが形成されたのは古く、少なくとも江戸時代中期の国学にまで遡ることができる思想である。
平田篤胤らの国学者は神国主義を背景に『古事記』や『日本書紀』を研究して、「古来密接であった日鮮(日朝)関係において日本は支配的な立場にあった」と主張した。日鮮同祖論の骨格を作りあげ、「半島の支配者はもともと日本人である」との意識付けに使われた。新井白石は「我国の先は馬韓」から来たとして、熊襲と高句麗は同族ではないかと唱えた。
江戸時代末期になると尊皇攘夷に連関して征韓論が登場し、日鮮同祖論もこれに組み込まれていくことになる。

### 近代以降
明治以降、星野恒や喜田貞吉、言語学者の金沢庄三郎らの理論は、大日本帝国による韓国併合および同地における同化政策を正当化する支柱となった。
星野は記紀の研究を通して、1890年の「本邦ノ人種言語ニ付鄙考ヲ述テ世ノ真心愛国者イ質ス」と題する論文において、「皇室は半島の支配者で、半島と列島はもともと一国であり、日本人と朝鮮人は言語的にも人種的にも同一であるゆえ、半島を再び皇室の領土に編入させるのは当然である」と主張した。
また、喜田貞吉は三・一運動が起きると「日鮮両民族同源論」を著し、近代の朝鮮と前近代の日本を同一視して朝鮮の停滞性を論じ、「朝鮮人は早く一般国民に同化して、同じく天皇陛下の忠良なる臣民とならねばならぬ。是れ啻に彼等自身の幸福なるのみならず、彼等の遠祖の遺風を顕彰する所以である」と主張した。

#### 言語学における主張
言語学においても、日本語と朝鮮語の同一性から日鮮同祖論を説くものが出るようになり日本の朝鮮統治に利用された。例えば金沢庄三郎は『日韓両言語同系論』において「韓国の言語は、わが大日本帝国の言語と同一系統に属せるものにして、わが国語の一分派たるに過ぎざること、恰も琉球方言のわが国語におけると同様の関係にある」と述べた。金沢が後年に著した『日鮮同祖論』のタイトルが日鮮同祖論の語源になっている。また金沢の研究と戦後の騎馬民族説との関連性を指摘する見方もある。
なお、日本語と朝鮮語の起源についてはさまざまな学説があるが、アルタイ諸語に日本語と朝鮮語はともに含まれるとする説は、ロイ・アンドリュー・ミラー、ジョーゼフ・グリーンバーグなどがあるものの、現在において起源系統は別系統であるとされている。